# James Parke (1er baron Wensleydale)
James Parke (22 mars 1782 - 25 février 1868) est un avocat et juge britannique. Après des études à la King's School, à Macclesfield et au Trinity College de Cambridge, il étudie sous la direction d'un plaideur spécial, avant d'être admis au barreau par l'Inner Temple en 1813. Bien qu'il ne soit pas un avocat particulièrement distingué, il est nommé à la Cour du banc du roi le 28 novembre 1828, nommé conseiller privé en 1833 et, un an plus tard, baron de l'Échiquier. Il démissionne de son poste en 1855, irrité par l'adoption des Common Law Procedure Acts, mais est rappelé par le gouvernement, qui lui donne une pairie en tant que baron Wensleydale, de Walton pour lui permettre d'exercer les fonctions judiciaires de la Chambre des Lords, un poste qu'il occupe jusqu'à sa mort le 25 février 1868.

## Jeunesse et éducation
Parke est né le 22 mars 1782 à Highfield, près de Liverpool, de Thomas Parke, un marchand, et de sa femme Anne. Il étudie à la King's School de Macclesfield avant de s'inscrire au Trinity College de Cambridge le 28 février 1799, où il remporte la bourse Craven, la médaille d'or de William Browne et est cinquième wrangler et médaillé du chancelier principal en lettres classiques. Il obtient un baccalauréat ès arts en 1802 et une maîtrise ès arts en 1804. Bien qu'admis à Lincoln's Inn le 10 mai 1803, il est transféré à l'Inner Temple le 22 avril 1812 et, après avoir étudié avec un plaideur spécial, est admis au barreau en 1813.

## Carrière
Le début de la carrière de Parke en tant qu'avocat n'a pas été noté comme particulièrement brillant, mais il traite quelques dossiers en vue. En 1820, par exemple, il est avocat en second pour le Pains and Penalties Bill 1820 contre Caroline de Brunswick. Le 28 novembre 1828, il succède à George Holroyd comme juge de la Cour du banc du roi, une grande promotion pour quelqu'un qui n'a même pas obtenu le titre de conseiller du roi, et il est fait chevalier le 1er décembre 1828. En 1833, il est nommé conseiller privé et, le 29 avril 1834, est transféré, avec Edward Hall Alderson, à la Cour de l'Échiquier, succédant à John Williams comme juge de la Cour du banc du roi.
Les Common Law Procedure Acts 1854 et 1855 conduisent à sa démission de l'Échiquier avec dégoût, mais sa réputation est telle que le gouvernement le rappelle en lui accordant une pairie à vie, de baron Wensleydale, de Wensleydale, dans le North Riding of Yorkshire le 16 janvier 1856. On se demandait à l'époque si les lettres patentes, qui lui accordaient une pairie « pour la durée de sa vie naturelle », lui permettaient de siéger à la Chambre des lords. Il est finalement décidé que ce ne serait pas possible et une deuxième création est publié avec la forme habituelle pour le baron Wensleydale, de Walton, dans le comté palatin de Lancaster le 23 juillet 1856. Cela n'avait aucune importance, puisqu'il n'avait pas de fils capables de lui succéder même si ce n'était pas une nomination à vie. Il siège au comité d'appel de la Chambre des Lords jusqu'à sa mort le 25 février 1868.

## Vie privée
En 1817, il épouse Cecilia, la fille de Samuel F. Barlow de Middlethorpe, Yorkshire. Ils ont trois enfants qui survivent à l'enfance, toutes des filles :
- Mary Parke (morte le 26 août 1843), une artiste accomplie, épouse Charles Howard, un fils de George Howard (6e comte de Carlisle), et est la mère du peintre et mécène George Howard (9e comte de Carlisle).
- Cecilia Anne Parke (décédée le 20 avril 1845), épouse Matthew Ridley, 4e baronnet, et est la mère de Matthew Ridley, 5e baronnet (qui est créé vicomte Ridley et baron Wensleydale en 1900).
- Charlotte Alice Parke (morte le 5 janvier 1908), épouse William Lowther, petit-fils de William Lowther (1er comte de Lonsdale).